# Vaccinium loranthifolium
Vaccinium loranthifolium är en ljungväxtart som beskrevs av Ridley. Vaccinium loranthifolium ingår i Blåbärssläktet, och familjen ljungväxter. Inga underarter finns listade i Catalogue of Life.